# Tarifvertrag für die Arbeitnehmerinnen und Arbeitnehmer der Bundesagentur für Arbeit
| Basisdaten                                               | Basisdaten |
| -------------------------------------------------------- | --- |
| Titel:                                                   | Tarifvertrag für die Arbeitnehmerinnen und Arbeitnehmer der Bundesagentur für Arbeit                                          |
| Abkürzung:                                               | TV-BA |
| Verhandelnde Parteien:                                   | Arbeitgeberseite: Vorstand der Bundesagentur für Arbeit Arbeitnehmerseite: ver.di DBB Beamtenbund und Tarifunion mit der vbba |
| Unterzeichnung:                                          | 28. März 2006 |
| Inkrafttreten:                                           | 1. Januar 2006 |
| Letzte Änderung durch: 1)                                | Änderungstarifvertrag Nr. 26 vom 18. Oktober 2021                                                                             |
| Inkrafttreten der letzten Änderung: 1)                   | |
| Mindestlaufzeit der Regelungen: 1)                       | |
| 1) Bitte beachten Sie den Hinweis zur geltenden Fassung! | |

Der Tarifvertrag für die Arbeitnehmerinnen und Arbeitnehmer der Bundesagentur für Arbeit (TV-BA) ist der seit dem 1. Januar 2006 geltende Tarifvertrag für die Arbeitnehmerinnen und Arbeitnehmer der Bundesagentur für Arbeit. Der Vorgänger war der Bundes-Angestelltentarifvertrag (BAT), welcher von 1961 bis 2006 galt. Der Tarifvertrag der Bundesagentur für Arbeit ist weitgehend an den Tarifvertrag für den öffentlichen Dienst (TVöD) angelehnt. Jedoch gibt es ein eigenständiges Bezahlungssystem, da die Bundesagentur für Arbeit eine bundesunmittelbare Körperschaft des öffentlichen Rechts mit Selbstverwaltung ist. 

## Geltungsbereich
Die TV-BA gilt für Arbeitnehmerinnen und Arbeitnehmer, die in einem Arbeitsverhältnis zur Bundesagentur für Arbeit (BA) stehen.
Für Nachwuchskräfte der BA, also für die circa 2200 Auszubildenden und 1500 Studierenden an der Hochschule der BA (HdBA), gilt der Tarifvertrag für Nachwuchskräfte (TVN-BA).

## Arbeitszeitregelungen
Die Beschäftigten arbeiten einheitlich 39 Stunden in der Woche.

## Jahresurlaub
Der Jahresurlaub beträgt (bei einer Fünftagewoche) 30 Arbeitstage. 

## Entgeltgruppen
Im TV-BA gilt eine einheitliche Entgelttabelle für alle Beschäftigten (Tarifbeschäftigte). Sie besteht aus 8 Entgeltgruppen (I–VIII) sowie 2 Funktionsstufen und 6 Entwicklungsstufen.

## Jahressonderzahlung
Die Jahressonderzahlung beträgt bei Beschäftigten in den Tätigkeitsebenen VIII bis V 90 v.H.,  in den Tätigkeitsebenen IV bis II 80 v.H. und in der Tätigkeitsebene I 60 v.H. des dem Beschäftigten in den Kalendermonaten Juli, August und September durchschnittlich gezahlten monatlichen Gehalts.